# Lengenes
Lengenes est une localité du comté de Nordland, en Norvège.

## Géographie
Administrativement, Lengenes fait partie de la kommune de Narvik.